# جوستين سبينس
جوستين سبينس (بالإنجليزية: Heath Spence)‏ هو متزلج جماعي أسترالي، ولد في 15 أبريل 1980 في ملبورن في أستراليا.

## وصلات خارجية
- جوستين سبينس على موقع أوليمبيديا (الإنجليزية)
- جوستين سبينس على موقع اللجنة الأولمبية الأسترالية (الإنجليزية)